# 9-я Радиальная улица
Девя́тая Радиа́льная у́лица (до 5 апреля 1965 года — Гла́вная у́лица (Ле́нино), до 1960 года — Гла́вная у́лица посёлка Ленино-Дачное) — улица, расположенная в Южном административном округе города Москвы на территории района Бирюлёво Восточное.

## История
Улица находится на территории бывшего посёлка Ленино-Дачное, где она называлась Гла́вная у́лица. В 1960 году посёлок Ленино-Дачное вошёл в состав Москвы, улица был переименована в Гла́вную у́лицу (Ле́нино), а 5 апреля 1965 года улица получила современное название по своему радиальному положению относительно Спортивной улицы и проезда Кошкина.

## Расположение
9-я Радиальная улица проходит от Спортивной улицы на северо-запад, пересекает проезд Кошкина и заканчивается на Дуговой улице  От проезда Кошкина до Дуговой улицы непроезжая, заставлена бетонными блоками. Нумерация домов начинается от Спортивной улицы.

## Примечательные здания и сооружения
По нечётной стороне:
По чётной стороне:
- д. 2 — EPAM Systems.

## Транспорт

### Автобус
По 9-й Радиальной улице маршруты наземного общественного транспорта не проходят. У юго-восточного конца улицы, на Спортивной улице, расположена остановка «Спортивная улица» автобусов м82, с854.

### Метро
- Станция метро «Царицыно» Замоскворецкой линии — северо-восточнее улицы, на пересечении Каспийской и Луганской улиц.

### Железнодорожный транспорт
- Станция «Царицыно» МЦД-2 — северо-восточнее улицы, на пересечении Каспийской и Луганской улиц.